# Mozartstraße 19a (Mönchengladbach)

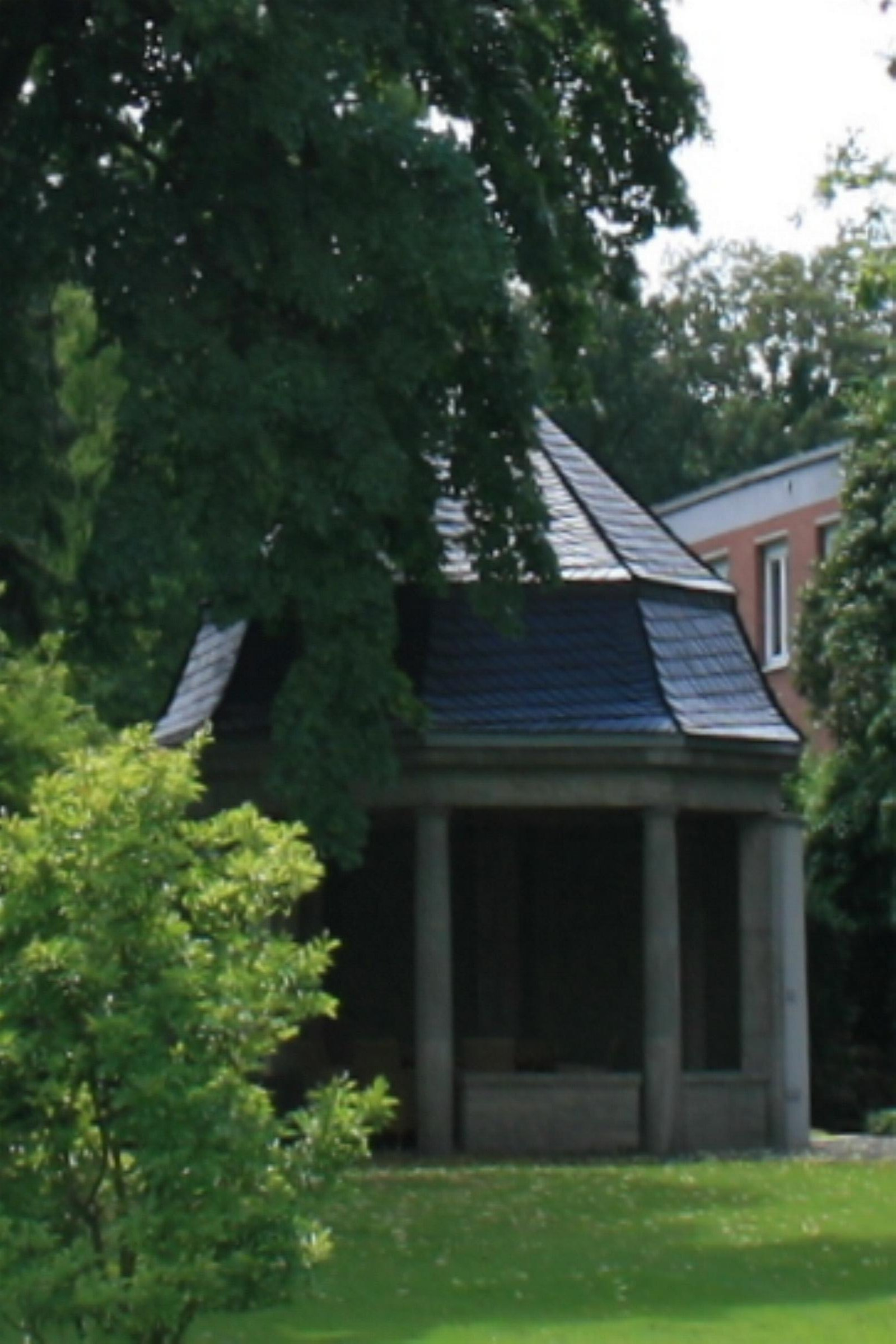
Stadtvilla (Pavillon), 2010

Der Pavillon an der Stadtvilla Mozartstraße 19a steht in Mönchengladbach (Nordrhein-Westfalen).
Das Gebäude wurde 1916 erbaut. Es wurde unter Nr. M 010 am 4. Dezember 1984 in die Denkmalliste der Stadt Mönchengladbach eingetragen.

## Lage
Die Mozartstraße liegt am Rande des Bunten Gartens unmittelbar an der Beethovenstraße.

## Architektur
Bei dem Objekt handelt es sich um einen Gartenpavillon an der Ecke Mozartstraße/Beethovenstraße. Sehr aufwändig ist der Pavillon der ehemaligen Villa Hecht gestaltet. Über oktogonalem Grundriss erhebt sich das vergleichsweise großzügig dimensionierte Gartenhaus, das sich mit drei geschossenen Seiten an der Gartenmauer nahe der schützenden Ecke anlehnt. Die vorderen fünf Seiten des Oktogons werden markiert durch vier schlanke hohe Säulen; im Bereich der geschlossenen Wände wird die oktogonale Teilung durch Pilaster hervorgehoben. Nur im Eingangsbereich ist die Brüstungsmauer ausgespart.
Die dekorative Ausschmückung des Innenraums ist außergewöhnlich. Sie entspricht der Ausstattung eines Wintergartens: die Decke ist mit Stuckapplikationen versehen, während die Wände mit hellgrünen Keramikkacheln, durchsetzt mit reliefartigen Motivkacheln (Reptilien) verkleidet sind.